# Gerillamarknadsföring
Gerillamarknadsföring, eller gerillareklam, av engelskans Guerrilla marketing, är okonventionella marknadsaktiviteter ämnade för att nå maximalt resultat med minimala resurser. Typisk gerillamarknadsföring är oväntad, överraskande, okonventionell, potentiellt interaktiv och riktad för att nå målgruppen på oväntade platser. Syftet med gerillamarknadsföring är att skapa en unik, engagerande och tankeväckande effekt som gör att det blir ett spritt samtalsämne och skapar viral spridning. 
Benämningen gerillamarknadsföring kommer från begreppet gerillakrigföring och bygger på principen att en liten specialiserad styrka kan attackera sina mål på ett framgångsrikt sätt genom att använda sig av okonventionella strategiska och taktiska metoder. Man använder sig av en kombination av flera andra marknadsföringsmetoder för att på så sätt öka genomslagskraften. Utmärkande för marknadsföringsmetoden är bland annat användandet av moderna medier och flera kanaler (direktreklam, produktplacering, med mera) för att nå ut till sin tilltänkta målgrupp.

## Typer

### Bakhållsmarknadsföring
Dold marknadsföring är en form av associativ marknadsföring som används av en organisation för att dra nytta av den medvetenhet, uppmärksamhet, goodwill och andra fördelar som är förknippade med att associeras med en händelse eller ett objekt utan att organisationen formellt eller direkt associeras med händelsen eller objektet.
Denna form av marknadsföring används vanligtvis vid stora evenemang där konkurrenter till officiella sponsorer försöker skapa en koppling till evenemanget och öka sin varumärkeskännedom, ibland i det fördolda.

### Omgivande marknadsföring
Ambient-kommunikation är reklam som placeras på element i miljön, inklusive praktiskt taget alla tillgängliga fysiska ytor. Det är en kombination av intelligens, flexibilitet och effektivt utnyttjande av miljön. Dessa annonser kan finnas överallt från handtorkar på offentliga toaletter och bensinstationer till ledstänger på bussar och golfklubbshållare.

### Massmarknadsföring
Masskampanjer syftar till att attrahera kunder en i taget. En framgångsrik masskampanj handlar inte om att sprida ett marknadsföringsbudskap i hopp om att potentiella konsumenter ska uppmärksamma det, utan snarare om att betona den personliga kopplingen mellan konsumenten och varumärket och bygga upp en långsiktig relation med varumärket.